# Cantó de Pouilly-en-Auxois
El cantó de Pouilly-en-Auxois és un cantó francès del departament de Costa d'Or, situat al districte de Beaune. Té 25 municipis i el cap és Pouilly-en-Auxois.

## Municipis
- Arconcey
- Bellenot-sous-Pouilly
- Beurey-Bauguay
- Blancey
- Bouhey
- Chailly-sur-Armançon
- Châteauneuf
- Châtellenot
- Chazilly
- Civry-en-Montagne
- Commarin
- Créancey
- Éguilly
- Essey
- Maconge
- Marcilly-Ogny
- Martrois
- Meilly-sur-Rouvres
- Mont-Saint-Jean
- Pouilly-en-Auxois
- Rouvres-sous-Meilly
- Sainte-Sabine
- Semarey
- Thoisy-le-Désert
- Vandenesse-en-Auxois

## Història
| Data d'elecció                           | Identitat        | Partit        | Qualitat |
| ---------------------------------------- | ---------------- | ------------- | -------- |
| 1945-1958                                | Léon Boulez      | Divers droite |          |
| 1958-1976                                | Paul Gourier     | Divers droite |          |
| 1976-2008                                | François Patriat | PS            |          |
| 2008-                                    | Yves Courtot     | PS            |          |
| les dades anteriors no són pas conegudes |                  |               |          |
|                                          |                  |               |          |

## Demografia
| A partir de 1990: Població sense dobles comptes |